# أندرو سكوت (موسيقي)
أندرو سكوت هو موسيقي وكاتب أغاني كندي، ولد في 15 نوفمبر 1967 في أوتاوا في كندا.

## وصلات خارجية
- الموقع الرسمي
- أندرو سكوت على موقع ميوزك برينز (الإنجليزية)
- أندرو سكوت على موقع أول ميوزيك (الإنجليزية)
- أندرو سكوت على موقع ديسكوغز (الإنجليزية)